# Vickelsjöns naturreservat
Vickelsjöns naturreservat är ett naturreservat i Norrtälje kommun i Stockholms län.
Området är naturskyddat sedan 1999 och är 34 hektar stort. Reservatet omfattar mark på båda sidor av Vickelsjön med större delen öster om sjön. Reservatet består av barrblandskog, tallskog och barrskog med inslag av lövträd.